# 286 Iclea
286 Iclea هو كويكب، يقع ضمن حزام الكويكبات. اكتشف في 3 أغسطس 1889. وقد اكتشفه يوهان بليسا.

## روابط خارجية
- 286 Iclea في قاعدة بيانات مختبر الدفع النفاث لأجرام النظام الشمسي الصغيرة

- الاكتشاف · مخطط المدار ·  العناصر المدارية · المعلمات المادية

- 286 Iclea على موقع ويكي سكاي: DSS2, SDSS, GALEX, IRAS, Hydrogen α, X-Ray, Astrophoto, Sky Map, Articles and images